# علوم الغلاف الجوي

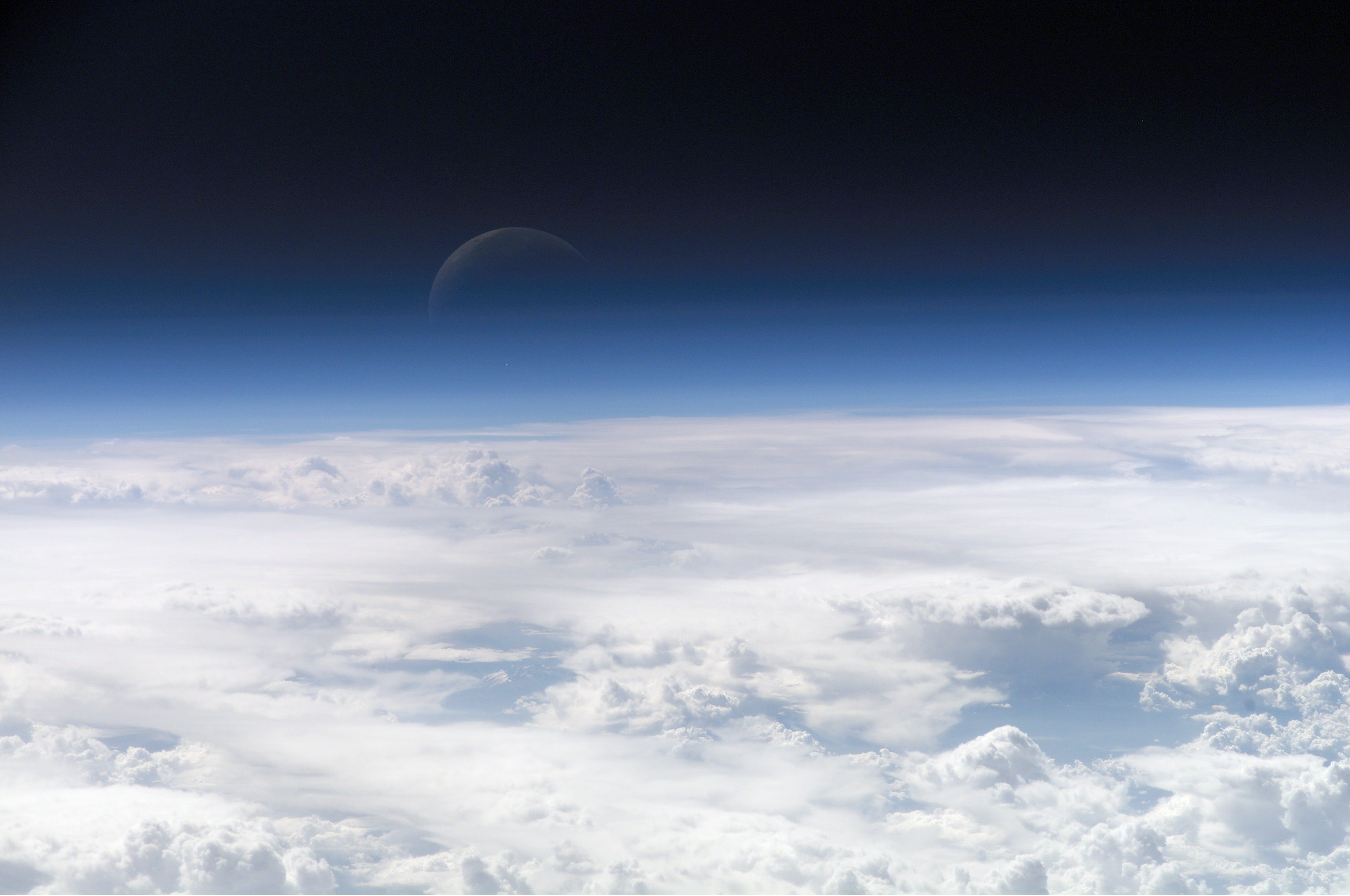

علوم الغلاف الجوي هو تعبير شامل لدراسات الغلاف الجوي والعمليات التي تتم به وتأثيرات الأنظمة الأخرى عليه، وتأثيره على تلك الأنظمة.
علم الأرصاد الجوية يشمل الكيمياء الجوية والفيزياء الجوية ويركز بشكل خاص على التنبؤ بالأرصاد الجوية.
علم المناخ هو دراسة التغيرات الجوية – على المدى الطويل والقصير– التي تؤدى إلى تحديد أنواع المناخ والتغيرات التي تطرأ عليه مع الزمن بسبب التغيرات الطبيعية أو التي يسببها الإنسان.
علم الأجواء العليا هو علم يختص بدراسة الطبقات العليا من الغلاف الجوي حيث يهتم بعمليات الانفصال الكيميائي والتأين.
وقد توسعت العلوم الجوية في مجال علوم الكواكب والأغلفة الجوية للكواكب الأخرى في المجموعة الشمسية.

## الكيمياء الجوية
هو فرع من علوم الغلاف الجوي حيث يدرس كيمياء الغلاف الجوي للأرض والكواكب الأخرى، وهو مجال متعدد التخصصات وينسحب على مجالات أخرى مثل : كيمياء البيئة، الفيزياء، الأرصاد الجوية، النماذج المصنعة بالحاسب، علم تخطيط المحيطات، الجيولوجيا والبراكين ومجالات أخرى.
وتتصل مواضيعه بشكل أكبر مع مجالات أخرى مثل علم المناخ.
إن دراسة تركيب وكيمياء الغلاف الجوي أمر مهم لعدة أسباب ولكن أهمها هو التداخل الموجود بين الغلاف الجوي والكائنات الحية. وقد تغير التركيب الكيميائي للغلاف الجوي نتيجة للنشاط الإنساني وبعض هذه التغيرات ضار بصحة الإنسان والمحاصيل الزراعية والأنظمة البيئية، وكمثال على هذه المشاكل هناك الأمطار الحمضية والضباب الضوءكيميائي والاحتباس الحراري.
يهدف هذا المجال إلى فهم أسباب هذه المشاكل، والوصول إلى فهم علمي ونظريات تسمح بوضع حلول يمكن تجربتها.

## الديناميكا الجوية
هو علم يتعامل مع المشاهدات وكل أنظمة الحركة ذات الأهمية الخاصة بالأرصاد الجوية.ويشمل ظواهر متنوعة مثل : العواصف الرعدية، الأعاصير القمعية، الأعاصير المدارية، موجات الجاذبية الأرضية، التيارات المتدفقة، مقياس الدوران العالمي.
إن هدف دراسات ديناميكية الغلاف الجوي هو شرح عمليات الدوران المرصودة على أساس المبادئ الرئيسية للفيزياء. وأغراض هذه الدراسات تشمل أيضا تحسين توقع الأحوال الجوية، وتطوير طرق التنبؤ بالتقلبات المناخية السنوية والموسمية، وفهم الاضطرابات الناشئة من البشر مثل زيادة تركيز ثاني أكسيد الكربون واستنزاف طبقة الأوزون. .

## الفيزياء الجوية
هي التطبيق الفيزيائي في دراسة الغلاف الجوي، إن علماء الفيزياء الجوية يحاولون عمل نماذج للغلاف الجوي
للأرض والكواكب الأخرى باستخدام معادلات تدفق الموائع ،نماذج كيميائية، التوازن الإشعاعي وعمليات تحول الطاقة في الغلاف الجوي وأسفل المحيطات.
ولعمل نماذج للأحوال الجوية، يوظف الفيزيائيون عدة عناصر مثل نظرية الاستطارة، نماذج انتشار الموجات، فيزيائية الغيوم، الميكانيكا الإحصائية والإحصاء الكوني ذو الحسابات الكثيرة المتصلة بالفيزياء.
ولهذا المجال علاقة قوية بعلم الأرصاد الجوية وعلم المناخ ويغطي كذلك تصميم وتنفيذ أجهزة لدراسة الغلاف الجوي وتفسير البيانات المتوفرة لدى العلماء بما في ذلك أجهزة الاستشعار عن بعد.
تُدْعَم دراسات الغلاف الجوي في بريطانيا عن طريق مكتب الأرصاد الجوية. وتراقب إدارة الجو والمحيطات الوطنية الأمريكية مشاريع البحوث وأنماط الطقس. ويقوم أيضا مركز الفلك والغلاف الأيوني الوطني الأمريكي بعمل دراسات على الطبقات العليا من الغلاف الجوي.

## الغلاف الجوي للكواكب الأخرى
كل كواكب المجموعة الشمسية لها غلاف جوي حيث أن كتلتهم الكبيرة تعني أن الجاذبية قوية بما يكفي لإبقاء الجزيئات الغازية قريبة من السطح.
الجزيئات الغازية الكبيرة ضخمة بما يكفي لإبقاء كميات كبيرة من الغازات الخفيفة مثل الهيدروجين والهيليوم قريبة بينما الكواكب الصغيرة تفقد هذه الغازات في الفضاء.
إن تركيب الغلاف الجوي للأرض يختلف عن غلاف باقي الكواكب لأن العمليات الحيوية التي حدثت على الكوكب أنتجت أكسجين جزيئي حر. ويعتبر كوكب عطارد هو الكوكب الوحيد الذي ليس له غلاف جوي حقيقي حيث تم تدمير معظمه بواسطة الرياح الشمسية.
القمر الوحيد الذي يحتفظ بغلاف جوي كثيف هو تايتان وهناك غلاف جوي رفيع في قمر تريتون وهناك أثر لغلاف جوي على قمر الأرض.
إن الغلاف الجوي للكواكب يتأثر بتفاوت الطاقة الناتجة من كل من الشمس وباطن الكوكب مما يؤدي إلى تكون أنظمة جوية حركية مثل الأعاصير (على الأرض)، العواصف الترابية الشاملة (على المريخ)، منطقة الإعصار الحلزوني المضاد (على المشترى) - والمسماة بالبقعة الحمراء العظيمة -، والثقوب في الغلاف الجوي (على نبتون). وهناك كوكب واحد على الأقل وهو الكوكب HD189733b يملك منظومة جوية شبيهة بالبقعة الحمراء العظيمة ولكنها ضعفها في الحجم.
إن كواكب المشترى الحارة قد ظهر أنها تفقد غلافها الجوي في الفضاء بسبب إشعاعات النجوم بشكل يشبه ذيول المذنبات. ويوجد في هذه الكواكب فارق ضخم في الحرارة بين الليل والنهار مما يسبب رياح فوق صوتية. أما على كوكب HD189733b فيبدو أن الليل والنهار متقاربين في الحرارة مما يشير إلى أن الغلاف الجوي لهذا الكوكب يعيد توزيع طاقة النجوم حول الكوكب.